# Akimi Yoshida
Akimi Yoshida (吉田 秋生?, Yoshida Akimi; Tokyo, 12 agosto 1956) è una fumettista giapponese.

## Biografia
Si laurea alla Università d'arte Musashino, fa il suo debutto come fumettista nel 1977. Sin da allora ha sempre lavorato duro per produrre numerosi fumetti e ha guadagnato la stima del pubblico grazie alla maestria delle sue descrizioni psicologiche. Il suo manga più famoso è Banana Fish. Riceve il 29º Shogakukan Manga Award nel 1984 con Kisshō ten'nyo e il 47º nel 2002 con Yasha nella categoria shōjo. Nel 2007 vince il Japan Media Arts Festival per Our Little Sister - Diario di Kamakura, da cui nel 2015 è tratto un live action diretto da Hirokazu Kore'eda.

## Opere
- Chotto fushigi na geshukunin  (1977)
- California monogatari (1978–1981)
- Kawa yori mo nagaku yuruyaka ni (1983)
- Kisshō ten'nyo (1983-1984)
- Sakura no sono (1985-1986)
- Banana Fish (1985-1994)
- Lovers' Kiss (1995-1996)
- Yasha (1996-2002)
- Eve no nemuri (2004-2005)
- Yoake (2012)
- Our Little Sister - Diario di Kamakura (2006-2018)